# Cistus banaresii
Cistus banaresii är en solvändeväxtart som beskrevs av Jean-Pierre Demoly. Cistus banaresii ingår i släktet Cistus och familjen solvändeväxter. Inga underarter finns listade i Catalogue of Life.